# Заськи
Заськи (укр. Заськи) — село в Украине, находится в Овручском районе Житомирской области.
Код КОАТУУ — 1824288402. Население по переписи 2001 года составляет 338 человек. Почтовый индекс — 11102. Телефонный код — 4148. Занимает площадь 0,933 км².

## Адрес местного совета
11136, Житомирская область, Овручский р-н, с.Черепин